# Fundservice
Fundservice als Dienstleistung ist gesetzlich im BGB (siehe Fundrecht) verankert und liegt damit traditionell beim Fundbüro der Kommunen oder Verkehrsbetriebe. Es gibt aber auch Unternehmen, die entsprechende Dienstleistungen zur Wiedererlangung von verlorenem Eigentum anbieten.

## Schlüsselfunddienste
Bereits Ende der 1980er Jahre haben sich sogenannte Schlüsselfunddienste in Deutschland und der Schweiz etabliert. Diese Anbieter offerieren einen Schlüsselanhänger, welcher die postalische Aufschrift des Dienstleisters (meistens eine Postfach-Adresse) und eine Nummerierung oder Kennzeichnung trägt sowie eine Anweisung für den Finder, diesen gefundenen Schlüssel samt Schlüsselanhänger in den nächsten Postkasten zu werfen.
Aufgrund einer Beförderungsverpflichtung wird dieser Schlüsselbund dem Dienstleister gegen Entgelt zugestellt. Dieser prüft nun anhand der Nummerierung oder Kennzeichnung in seiner Kartei oder Datenbank, ob der Schlüsselanhänger auf einen Eigentümer registriert ist. Ist dieses der Fall, so kann der Eigentümer über den Fund informiert und der Schlüsselbund gegebenenfalls gegen Kostenerstattung und Entgelt zugestellt werden.
Kritiker weisen auf folgende Punkte hin:
- Nach Einwerfen des Fundstückes im Postkasten besteht für den Finder und Eigentümer kein Zugriff mehr, selbst wenn Finder und Eigentümer sich direkt oder gegebenenfalls über das örtliche Fundbüro treffen könnten.
- Aufgrund der postalischen Zustellung des Schlüsselbundes zum Dienstleister und anschließend zum eigentlichen Eigentümer entsteht eine zeitliche Verzögerung von mehreren Tagen bis Wochen, während dessen der Eigentümer keinen Zugriff auf seinen Schlüssel hat.
- Viele dieser Schlüsselanhänger wurden als Merchandising-Produkt oder Give-away an den Endverbraucher verteilt. Viele Besitzer dieser Schlüsselanhänger wissen nicht, dass sie sich beim Dienstleister registrieren müssen und ihre Daten z. B. bei einem Umzug auch gepflegt werden müssen.
- Der Finder bleibt anonym. Es kann also auch kein Finderlohn ausgezahlt werden. Dadurch ist der Anreiz für den Finder gering.

Zudem haben einige Dienstleister ihren Dienst bereits nach kurzer Zeit eingestellt, obwohl die Schlüsselanhänger mit einem Service für 5 oder 10 Jahre im Voraus bezahlt wurden.

## Online-Fundbüros
Die Fundbüros der Kommunen werden oft EDV-gestützt verwaltet. Mit Verbreitung des Internets stellen einige Kommunen die Daten der Fundstücke auf den Webseiten der Kommunen öffentlich ins Internet. Ebenso ist oft auch eine Fundanzeige per Internet möglich. Verlierer können über Online-Recherche nach ihrem Eigentum suchen.
Parallel haben einige Internet-Portale eine Rubrik Suchen/Finden als Service aufgenommen. Andere verfolgen ausschließlich diesen Geschäftszweck und versuchen, das Fundbüro zu ersetzen. Dieses ist aber schon rein rechtlich nicht möglich, da der Finder seiner Verpflichtung zur Anzeige des Fundes nachkommen muss.
Die Online-Recherche bietet zwar schon einen Vorteil für den Verlierer und entlastet gleichzeitig die Ämter, jedoch ist der Aufwand seitens der Finder zur Abgabe der Fundanzeige wie auch seitens des Verlierers bzgl. Recherche und Eigentumsnachweis sehr groß. Zudem gibt es immer einen örtlichen oder regionalen Bezug, d. h. eine überregionale Recherche ist meistens nicht möglich.

## Fundservices
Seit neuerer Zeit bieten einige Anbieter sogenannte Fundservices an. Hierbei wird unterschieden zwischen:
- Tierfundservice
- Gepäckfundservice
- Schlüsselfundservice
- Wertsachenfundservice

Hierzu bietet die Dienstleister besondere Kennzeichnungsprodukte an, die mit einer Anweisung für den Finder und einer Nummerierung oder Kennzeichnung versehen sind. Die Anweisung für den Finder beinhaltet entweder nur eine URL auf das Internet-Portal zur Abgabe der Fundmeldung oder auch eine Telefonnummer.
Je nach Anbieter werden als Kennzeichnungsprodukte Tiermarken, Kofferanhänger, Schlüsselanhänger oder Etiketten mit unterschiedlicher Service-Laufzeit angeboten. Vorteil bei diesen Konzepten ist die direkte Zuordnung des Fundstücks zum Eigentümer und die schnelle Information über den Fund an den Eigentümer. Dieses geschieht je nach Anbieter mittels E-Mail oder SMS.
Besonders interessant ist der Tierfundservice für Besitzer von bereits gekennzeichneten Tieren (vgl. Tierkennzeichnung). Sollte z. B. Hund, Katze oder Frettchen bereits einen EU-Heimtierausweis haben, so kann das Tier mit der Transponder-ID oder Tätowierung registriert werden. Bei einigen Anbietern ist auch die Registrierung von anderen Kennzeichnungen, wie Vogelberingung möglich.